# Mount Jagungal
Der Mount Jagungal ist ein 2061 Meter hoher Berg in den Snowy Mountains im Süden von New South Wales in Australien. Er liegt im Zentrum der Jagungal Wilderness Area im Kosciuszko-Nationalpark.
Die nächstgelegenen Orte sind Khancoban, Perisher Valley und Jindabyne. Der Alpine Way ist etwa 21 Kilometer entfernt und eine unasphaltierte Straße führt in die Nähe des Berges.
An den Abhängen des Berges entspringen der Tooma River, Tumut River, Geehi River und Doubtful River. 
In Bergnähe befindet sich eine Berghütte.